# 緯度0大作戦
『緯度0大作戦』（いどゼロだいさくせん）は1969年7月26日に公開された日本とアメリカ合衆国合作の特撮映画。カラー、シネマスコープ。監督は本多猪四郎、主演はジョゼフ・コットンと宝田明。
米国のドン・シャープ・エンタープライズ・プロダクションと東宝の日米合作によるSF大作映画。ストーリーは『海底二万里』を現代的にアレンジしたような冒険ファンタジーとなっている。

## ストーリー
海中航行における海流の利用についての調査中、海底火山の噴火によって母船と切断されて故障し、浮上できなくなった海洋調査船「ふじ」の潜水球のクルーが、その噴火を観測に来ていた謎の潜水艦アルファー号に救助された。アルファー号は地上の文明よりも進んだ技術水準で造られた潜水艦であり、海洋学者の田代健と新聞記者のペリー・ロートンは医師のアン・バートンによる治療で一命を取り留める。しかし、ジュール・マッソン博士はアルファー号の設備では治療できないほどの重傷を負っており、田代とペリーは艦長のクレイグ・マッケンジーに頼み、マッソンを治療するために根拠地の緯度0基地に向かう。その途中、アルファー号はマッケンジーの旧友であるマリク博士の部下「黒い蛾」が指揮する黒鮫号に襲われるが、マッケンジーは黒鮫号の攻撃をかわして緯度0基地に逃げ込む。
赤道と日付変更線の交差地点、海底2万メートルに位置する緯度0基地は、人工太陽をはじめとする高度な技術文明と豊富な金やダイヤモンドなどの資源を持ち、世界各国から研究目的で高名な科学者たちが「事故死」「亡命」を装って滞在していた。マッソンはアンと姿博士による治療で回復し、田代やペリーと合流してマッケンジーから歓迎される。一方、マッケンジーの排除を目論むマリクは、黒い蛾に命じて緯度0基地に向かっているノーベル賞受賞の岡田正五郎博士とその娘・鶴子を拉致させる。マリクは岡田が発明した放射能に対する免疫情報を聞き出そうとするが、岡田は事前に渡されていた送信機を使ってマッケンジーに助けを求める。マッケンジーは志願した田代たちと共にアルファー号に乗り込み、マリクの根拠地のブラッドロック島に向かう。
ブラッドロック島では、岡田父娘を捜索する田代たちを、マリクによって改造されたコウモリ人間や大ネズミが待ち構えていた。田代たちはマリクの研究室に乗り込んで岡田父娘を助け出すが、マリクには逃げられてしまう。その後、アルファー号で脱出を図った田代たちをマリクは黒鮫号で攻撃する。アルファー号は磁場で自由を奪われて岸壁に追い詰められるが、マッケンジーはアルファー号に搭載した飛行能力を使って脱出を成功させ、アルファー号の攻撃に夢中になっていた黒鮫号は逆に磁場にかかって動けなくなり、黒い蛾の脳が移植された怪獣グリホンに襲われて崖の崩落に巻き込まれ、爆発する。その結果、ブラッドロック島も大爆発を起こして崩壊した。
田代たちは緯度0基地に帰還するが、マッソンはアンと、田代は鶴子とそれぞれ恋仲になって緯度0基地への残留を決め、ペリーだけが地上に戻り、宇宙船の回収に向かっていた護衛艦に救助される。ペリーは田代に瓜二つの艦長に緯度0基地のことを伝えるが、誰にも信用されないうえに病人扱いされてしまう。そこに、マッケンジーやマリクに瓜二つの将校が現れ、ペリーは驚愕する。ペリーは証拠として緯度0基地で撮影した写真を見せようとするが、現像したものには何も映っておらず、土産として持ち帰ったダイヤモンドも土に変わっていた。ペリーは落胆しつつ医務室に向かう。一方、ペリー宛に送り主不明のダイヤモンドがNY銀行へ預けられたとの電報と共に司令部からの命令を受けた艦長は、「緯度0」に向けて艦の針路を取るのであった。

## 登場メカニック
アルファー号
マッケンジーが保有する万能潜水艦。普段は緯度0のドックに停泊している。1805年6月21日にスコットランド・ヘブリディーズ諸島のストーノーウェイで進水した。以後、150年以上にわたるマリク率いる黒鮫号との戦いに供されている。当初は単なる人命救助や海洋調査用の潜水艦で防御用電子バリヤ―のみ装備した非武装であったが、黒鮫号との戦闘のたびに装備が追加されており、劇中では飛行能力も追加して海空を行く万能潜水艦となる。艦の操縦はかなり自動化されており、クルーは艦長マッケンジーと助手の甲保、船医のアンの3人のみで、操縦は各種モニターを見ながら行う。
- デザインは井上泰幸による。原作では「Ω号」で、デザイン画にも踏襲されたが、時計のオメガの商標と重なることから変更された。
- ミニチュアは、6メートルの大サイズ、3メートルの中サイズ、1.5メートルの小サイズの3種類が製作された。いずれも木製。海上シーンに用いられた大サイズは、側面の扉が開閉可能となっている。
  - 中サイズのミニチュアは、後に黒く塗装されて映画『アナザー・ウェイ ―D機関情報―』のテスト撮影に用いられ、1992年の時点で東宝特美倉庫に保管されているのが確認されていた。特撮美術監督の三池敏夫によれば、1999年に行われた倉庫整理の際に処分されたとみられる。

- 撮影に用いられたミニチュアのほかに手持ちの模型があり、1994年に井上がアルファ企画で手に持って写る写真がある。
- 進水日は、脚本を手掛けたテッド・シャードマンの誕生日に由来する。

黒鮫号（）
マリクが保有する高性能潜水艦。150年以上にわたるマッケンジーとの戦いに用いられている。水中速度はアルファー号よりも速いが、電子バリアーを装備しないため、緯度0の電子バリアーを突破できないという弱点を持つ。当初、マリクは黒鮫号を「黒い蛾」に任せていたが、失敗が続くことから「黒い蛾」をグリホンに改造し、自ら黒鮫号に乗り込みマッケンジーに挑んだが、とどめを刺そうしたところをグリホンに襲撃され、最後はマリクが誤射したレーザー砲によって発生した崖崩れにグリホンごと巻き込まれ、粉砕された。
- 艦名の「黒鮫」は原作の「シャーク号」が基になっている。海外版でも「ブラック・シャーク」という名になっている。
- デザインは東宝特美の豊島睦が担当した。サメのイメージは井上の提言による。
- ミニチュアは、3メートルの大サイズと1メートルの小サイズが作られた。いずれも木製で、アンテナや砲塔には金属が用いられている。アメリカ版では、追跡ミサイルの発射管が開くシーンが追加されている。

「富士」
日本所属の世界最大級の海洋観測船で、ジェットヘリや潜水球を搭載する。ギルバート諸島沖で、クロムウェル海流の調査を行う。
- 撮影には全長13メートル、クライスラー製のエンジンで稼働する鉄製の大型ミニチュアが用いられた。甲板上のヘリコプターは、『キングコングの逆襲』でのドクター・フーのヘリコプターのミニチュアを流用している。

潜水球（水中カプセル）
「富士」に搭載されている潜水球で、船体には「NO-4 TOKYO」とマーキングされている。田代とマッソン、ペリーの3人が搭乗した。クロムウェル海流の調査中に海底火山の噴火に遭い、ワイヤーを切断されて浮上不可能になってしまうが、アルファー号の手によって助けられる。
- ミニチュアは、大中小3サイズが用いられていた。ミニチュアは戸井田板金工業がブリキの絞り出し加工で半円状にしたものを2つ合わせて制作された。原口智生はデザインは豊島睦が手掛けたものと推測している。底の穴はプールに沈めた際に水が中に入って浮かばないようにするためのものであり、サーチライト用の電球は、布袋にくるんで防水加工している。『地球攻撃命令 ゴジラ対ガイガン』の撮影会でも使用された。大サイズのミニチュアは東宝特殊美術課の倉庫にボロボロの状態であるという。中サイズのミニチュアは、後に特撮監督の原口智生が東宝特殊美術家の倉庫整理時に廃棄されるものを貰った知人から譲り受け、『ウルトラマンA』のころに特殊美術課のゴミ捨て場で拾っていた木製のマジックハンドを組み合わせて修復している。

いそなみ
海上自衛隊の護衛艦。宇宙船を回収するための航行中、地上に戻ったペリーを乗せた救命ボートを発見して回収する。

コルベクソースーツ
緯度0で開発された耐熱防護服。材質は金とプラチナ。3本指のガントレットに武装（火炎放射、ガス、レーザー光線）を内蔵している。装着前に肉体を強化する免疫風呂に入る必要がある（効果は24時間）。

## 登場怪獣

### グリホン
マリクがライオンのボディにハゲタカ（コンドル）の翼を合成し、黒い蛾の脳を移植して脚の先に鉄の爪をつけた怪物。巨大化血清により短時間で30メートルに成長したが、黒い蛾の脳を移植したために彼女の意思によってマリクの命令を無視し、一貫して沈黙し続けていた。その後、マリクらが乗る黒鮫号が島の磁力で逃げられないままアルファー号を撃ち落とそうとしている最中に黒鮫号を襲撃し、マリクが誤って崖にレーザー砲を撃ったことで起きた崖崩れに黒鮫号ごと巻き込まれ、その爆発に消える。
- 頭部の造形は利光貞三、胴体の造形は八木寛寿と八木康栄による[71][注釈 19]。演技者は中島春雄[34][49]。スーツは改造前のライオンのものと同一[66]。演技者の出入口は、腹側につけられている[66][71]。たてがみには、中国などに生息する長毛のクマの毛を用いている[49]。ファスナーは腹側についている[78]。中島によれば、利光は大ネズミともども現実の動物に近い怪獣の作り方に思い悩んでいたという[78]。
  - 2尺（60センチメートル）ほどのミニチュアが作られ[71]、飛行シーンのほとんどに使われた。翼の形状がスーツと異なる[66]。
- アニメ映画3部作『GODZILLA』の前日譚である小説『GODZILLA 怪獣黙示録』では、2021年6月にエジプトのカイロを群れ[注釈 20]で襲撃して陥落させたことが描かれている[79]。

### コウモリ人間
マリクが血清で巨大化させたコウモリに人間の脳を移植させて造り上げた5体の合成体。長時間の飛行が可能。マリクの手先として鶴子を攫ったり、改造手術の助手を担当したりするほか、マッケンジーらと飛び回りながら格闘する。性格は凶暴だが、マリクには忠実である。
- 企画時のイメージイラストでは、モグラが想定されていた[34]。
- 着ぐるみは3体製作されたが[83]、劇中では編集と合成で5体登場する[注釈 24]。頭部造形は利光貞三、胴体は八木寛寿と八木康栄による[83][39]。モーターによる回転ギミックを備えた頭部のみの造形物も作成されたが、劇中では未使用[86][注釈 25]。
- 撮影後、着ぐるみ（ぬいぐるみ）の1体は改造されて『チビラくん』のメチャラ[87]に、もう1体は『行け!ゴッドマン』のバットマンに、それぞれ流用された[83]。

### 大ネズミ
マリクが飼育する、その名の通り巨大化血清で巨大化したネズミ。ブラッドロック島を護衛する。20センチメートルある牙を武器とする。大食いで人間を30秒で骨だけにしてしまう獰猛な性格。劇中では5体登場。1体は火炎放射で丸焼きになり、残る4頭はマッケンジーらを追跡しようとして溶解沼に飛び込み、そのまま溶解してしまう。
- 造形は、八木康栄が制作しているスチールが現存している[84][83]。スーツは5体製作された[83]。
- 最初期の脚本では、大ネズミを捕食する人食い植物が登場していた[46]。

## キャスト
- 田代健[出典 60]（海洋学者[23][18]）：宝田明
- クレイグ・マッケンジー[出典 60]（アルファー号艦長[23][18]）：ジョゼフ・コットン
- マリク[出典 60]（ブラッドロックのボス[23]）：シーザー・ロメロ
- ジュール・マッソン[出典 60]（海洋学者[23][注釈 32]）：岡田真澄
- ペリー・ロートン[出典 60]（新聞記者[23][18]）：リチャード・ジャッケル
- 鶴子[8][23][注釈 33]（岡田博士の娘[23][18]）：中山麻理
- ルクレチア[出典 60]（マリクの仲間[23][注釈 34]）：パトリシア・メディナ
- 姿博士[出典 62]：平田昭彦
- 岡田博士[出典 60]（原子物理学者[23]）：中村哲
- 甲保[出典 60]（アルファー号乗組員[23]）：大前鈞
- アン・バートン[出典 60]（緯度0の医師[23]）：リンダ・ヘインズ（英語版）
- 黒い蛾[出典 62][注釈 35]（黒鮫号艦長[23][18]）：黒木ひかる
- 陳[88]（黒鮫号乗組員[23]）：黒部進
- 宇宙船回収船船員[23]：西條康彦
- ライオン[78]、グリホン[出典 63]、大ネズミ[出典 64]、コウモリ人間[出典 65]：中島春雄
- ワレン[90][注釈 36]、コウモリ人間[出典 66]：関田裕
- コウモリ人間[出典 67]：内海進
- 大ネズミ[91][39]：荒垣輝雄
- 大ネズミ[91]：中村晴吉

### 声の出演（日本語版吹き替え）
- クレイグ・マッケンジー[10][23]：納谷悟朗
- ペリー・ロートン[10][23]：村越伊知郎
- マリク[10][23]：富田耕生
- ルクレチア[10][23]：平井道子
- アン・バートン[10][23]：翠準子

## スタッフ
参照
- 製作：田中友幸
- 脚本：関沢新一、テッド・シャードマン
- 撮影：完倉泰一
- 美術：北猛夫
- 録音：藤好昌生
- 照明：隠田紀一
- 整音：下永尚
- 監督助手：谷清次
- 編集：武田うめ
- 音響効果：西本定正
- 現像：東京現像所
- 製作担当者：坂本泰明
- 特殊撮影
  - 撮影：富岡素敬、真野田陽一
  - 光学撮影：徳政義行
  - 美術：井上泰幸
  - 照明：原文良
  - 操演：中代文雄
  - 合成：向山宏
  - 監督助手：中野昭慶
- 音楽：伊福部昭
  - サウンドトラック盤：東芝レコード
- 特技監督：円谷英二
- 監督：本多猪四郎

### ノンクレジット（スタッフ）
- 光学撮影：鵜飼啓一[8]、川北紘一[8]、宮西武史[8]
- 背景（特撮）：鈴木福太郎[8]、島倉二千六[8]、小島耕司[8]、宮本栄一[8]

## 製作

### 企画
本作品の起源は、1940年代にNBCラジオで放送された、テッド・シャードマン原作のラジオドラマ"Tales of Latitude Zero"（緯度0の物語）である。シャードマンは1960年代から、"Tales of Latitude Zero"の映画化を試み、企画をドン＝シャーププロに持ち込んで、1967年に東宝の重役であった藤本真澄が渡米した際、日米合作企画として持ちかけたことで実現した。当時のアメリカ映画界は制作費の安い日本との合作を、予算調達に行き詰った邦画界は日米合作による低迷打開を、それぞれ模索していた時期であった。なお、当初のドン＝シャーププロはアンバサダープロと名乗っており、初期脚本にはそちらの記名がある。
東宝では1966年にSFメカニック映画『空飛ぶ戦艦』が企画検討されたが、本作品がそれに替わった。『空飛ぶ戦艦』は円谷プロの『マイティジャック』として蘇ることとなる。70ミリパナビジョンを導入する案もあったが、予算の都合から実現しなかった。
なお、円谷英二特技監督と本多猪四郎監督のコンビは本作品が最後となった。
音楽は伊福部昭が担当した。伊福部は、劇中での緯度0の人物の衣裳からエリザベス朝をイメージし、チェンバロを用いている。

### 配役
外国人キャストには、ハリウッドの一流俳優が起用された。本作品には出演していないが、ハリウッドでの活動経験もある俳優のヘンリー大川が通訳を務めた。
日本人キャストでは、「英語を話せる俳優」を中心に人選がなされ、宝田明、岡田眞澄、平田昭彦ら英語力の優れた映画俳優が起用されたほか、元宝塚歌劇団の男役でミュージカルなどの舞台で活躍していた黒木ひかるが「黒い蛾」を演じた。また、当初の岡田博士役には佐々木孝丸が予定されていたが体調不良で降板し、日系カナダ人の中村哲に交代した。台詞はすべて英語で撮影され、日本語版はアフレコで日本語に吹き替えられている。
甲保役の大前均は東宝の俳優ではなかったが、中島春雄によれば本作品のころには本多の自宅に遊びに来ていることがあったという。
宝田は、後年本作品を印象に残る作品の1つに挙げており、コットンらハリウッドの名優の芝居を間近で見られたのが有意義であったと述べている。中島によれば、コットンはスタッフや共演者に挨拶もしなかったが偉ぶっているわけでもなかったといい、言葉の壁がりやむを得なかったものと推測している。一方、リンダ・ヘインズは片言の日本語で挨拶をしていたといい、シーザー・ロメロも日本語は話せなかったが挨拶は交わしていたという。

### 撮影
撮影は、カットごとに細かく撮影する日本式ではなく、全景で1シーン撮影した後、同じシーンをアップでも撮るというハリウッド方式で行われた。これにより、ドラマの流れを中断せず演技できることから俳優には好評であったが、フィルムの使用量や撮影時間は大幅に増えることとなった。
セリフは全編英語で収録され、105分の「英語版」として完成した後、編集と吹き替えにより89分の「日本語版」が制作され、日本国内で公開された。アメリカでは、「英語版」を編集した「米国版」が公開された。
中島春雄によれば、本編シーンで怪獣が登場する場面も本多が演出を行っていた。

### 特撮
特殊撮影は、海上や海中のシーンが多いため砧撮影所のオープンプールで撮影された。ラストのブラッドロック島が大爆発を起こす俯瞰シーンは、オープンプールの周りにレールを敷き、高さ6メートルの足場を組んで撮影した。あまりの爆発の大きさに、事前に消防署に連絡していたにもかかわらず消防車が撮影所に駆け付けたという。
水中の爆発にはフロン12を直接噴射する方法を用いている。冒頭の火山噴火シーンは、水槽に絵の具を落として表現しており、カメラを逆さにして撮影している。
潜水球を遊泳中のバートンと甲保が見つけるシーンには、縦横10メートル・水深9メートルの専用プールが制作された。冬の真っただ中である1969年1月17日に撮影されたが、ボイラーを用いて水温を39.5度まで上げて撮影された。2時間近く熱湯の中にいたため、撮影スタッフはのぼせてしまった。
公開の数か月後、『コント55号 宇宙大冒険』には本作品の映像が特撮シーンとして一部使用された。特撮テレビドラマ『愛の戦士レインボーマン』でもアルファー号や黒鮫号のカットが流用されている。

### 撮影の中断
当初、アメリカ側のキャストの諸費用はアンバサダー（ドン＝シャープ）、日本側のキャストおよびスタッフは東宝、製作費（公称3億6,000万円、実質2億8,900万円）は折半として契約がまとまり、『海底大戦争 -緯度ゼロ-』の仮題で製作発表された。撮影が始まって2週間後には、ドン＝シャープ側の資金調達が困難となり、最終的にドン＝シャーププロが倒産してしまったため、撮影が一時中断された。ドン＝シャープ側が支払うべきギャランティーと製作費をすべて東宝が負担することで撮影を再開し、完成させることになった。製作費の大部分はアメリカ側キャストのギャラであり、1969年（昭和44年）製作の東宝映画では、この作品の直後に公開された戦争大作『日本海大海戦』の予算を大幅に超える結果となった。最終的に東宝が自社資金で制作したことから、日本国内では東宝単独での製作・配給として公開された。

## 興行
当初、本格日米合作SF超大作として宣伝されたが、実際の公開に際してはテレビアニメ『巨人の星』の劇場版が併映となり、興行成績は芳しくなかった。テレビに押されて日本映画界の斜陽が加速していた当時、前述の莫大な製作費をすべて肩代わりしたのに興行成績を挙げられなかったという結果は重く、以降の東宝に日米合作映画の製作は行わないという結論をもたらした。また、本作品の結果を受け、前年の『怪獣総進撃』で終了するはずであった怪獣路線が再開されることとなった。
その後、1970年12月にアメリカで公開されたのを皮切りに日本国外で順次公開され、製作費の回収を達成した。
海外では、原作に基づいた "Latitude Zero" のほか、『海底軍艦』の英題に基づいて『Atragon II』の題名でも公開されている。同様に、ドイツでは『U4000』という題名になっている。

## 作品の変遷
本作品は戦前のラジオドラマをベースにしたほか、内容検討の際にドン＝シャープ側が用意したスケッチを元にしており、従来の東宝特撮作品にないアメコミ的カラーを含んでいる。また、台本が決定するまでの改稿は4稿におよび、相当の改変を経て完成作品となった。
主な変更点は
- 潜水艦アルファー号は原作ではオメガ号、時計会社の商標を考慮して変更。
- 敵基地ブラッドロック島はザークーム島。
- ルクレチア夫人が吸血コウモリ（原案ではゾンビコウモリ）に変身し、主人公を襲う。
- 黒鮫号（原案ではシャーク号）艦長の黒い蛾（女性）は原案ではハルトゲ（男性でルクレチア夫人と通じる）、黒木ひかるのキャスティングが決まって変更。
- 緯度0の描写で、ホットタブパーティ（男女とも全裸）で科学講義を行なう場面があったが、削除された。本多監督曰く「あの時代では早すぎた」とのこと。
- グリホンと主人公たちの肉弾戦が、実物大ぬいぐるみを必要とするために削除。

などであるが、最大の変更点は、難解と評されるエンディングであった。
当初、ペリーが救出されたのは50年後という設定で、最後にマッケンジー本人がペリーに「緯度0の1日は地上の50年に相当する」と説明し、緯度0住民の長寿の理由とされていた。
その後、完成作品と同様な日本版エンディングと、別のアメリカ版エンディングの製作が検討された。ペリー救出後、彼は新聞記者の前で緯度0の写真をスライドで紹介しようとするが、何も写っていない。呆れた記者たちが去った後にはマッケンジー艦長だけが残り、スライドを再び映すと緯度ゼロの風景が写っていた、というもの。
これらは緯度0の物語が夢であったか現実であったかを漠然とさせ、観客を混乱させる意図によるものであったが、より観客にインパクトを与えるため、田代博士やマリクの瓜二つまで登場する完成作品に落ち着いたと思われる。監督の意図では、「緯度0はパラレルワールド」だそうである。
このほか、予告編では黒鮫号のレーザーが赤になっているが、本編では青に変更されている。

## 再上映
1974年（昭和49年）12月14日には「東宝チャンピオンまつり」で『海底大戦争 緯度0大作戦』（かいていだいせんそう いどゼロだいさくせん）と改題してリバイバル公開された。上映時間は68分。
主に、以下の変更がなされている。
- 改題に伴い、タイトルカードを変更。
- 冒頭の潜水球内のシーンやアンと甲保が遊泳するシーンが一部カット。
- アルファー号が緯度0のハッチをくぐるシーンと、マッソンが救急車に搬送されるシーン、姿博士がマッソンを治療するシーンはすべてカット。
- マッケンジーが緯度0の科学について説明するシーンは短縮されている。
- 大ネズミが登場するシーンは全面カット。
- 岡田親子が登場するシーンは大半がカットされ、コウモリ人間が登場するシーンも減少している。岡田博士が送信機を作動させるシーンもカットされたため、マリクが電波発信機を作動させるシーンが追加されている。
- マリクがライオンとハゲタカを披露するシーンで、ルクレチアが扉のスイッチを入れるシーンが追加されている。
- ラストの報道写真のシーンは全面カットされている。

## 同時上映
1969年版
- 巨人の星
  - 原作：梶原一騎・川崎のぼる / 脚本：辻真先ほか / 監督：長浜忠夫 / 主演（声）：古谷徹 / 東京ムービー（現：トムス・エンタテインメント）作品。
  - テレビ作品のブローアップ再編集版。

- ニュージーランドの若大将
  - 千代田劇場でのみ同時上映。同劇場に隣接する芸術座で東宝現代劇『巨人の星』が公演されていたため、競合を避けるための措置であった。

1974年版
- モスラ（再映）
- 燃える男 長島茂雄 栄光の背番号3（新作）

## ソフト化
本作品はドン＝シャープ・プロが倒産したため、映像の二次利用に関する権利が曖昧となった。そのため、長らく映像ソフト化されなかった。東宝特撮封印作品のドラマCD販売会社グリフォンから『ノストラダムスの大予言』と『獣人雪男』のドラマCDの広告では下部で本作品と『火の鳥』のドラマCDの発売が予告されていたが、実現にはならなかった。
その後、2006年（平成18年）に契約が失効したため、東宝が作品の債権者と再契約を行い、同年DVDとして初ソフト化された。

### DVDソフト
- 緯度0大作戦 TDV-16115D 2006年4月28日発売[103]
  - オーディオコメンタリー：宝田明
- 緯度0大作戦 コレクターズBOX TDV-16116D 2006年4月28日発売[104]
  - オーディオコメンタリー Disc1：宝田明 / Disc2：岡田真澄 / Disc3：納谷悟朗
  - 国内公開版に加え、海外バージョン『LATITUDE ZERO』、東宝チャンピオンまつり版『海底大戦争』も収録したBOX[101]。
- 緯度0大作戦 期間限定プライス版　2014年2月7日発売[105]
- 緯度0大作戦 東宝DVD名作セレクション　2015年7月15日発売[106]
- 緯度0大作戦 『ゴジラ全映画DVDコレクターズBOX』Vol.58（第3巻第20号） 講談社 2018年9月18日発売[107]
  - 公開当時のパンフレット・ポスターと再公開時の宣材を復刻して同封。